# العلاقات الساموية القطرية
العلاقات الساموية القطرية هي العلاقات الثنائية التي تجمع بين ساموا وقطر.

## مقارنة بين البلدين
هذه مقارنة عامة ومرجعية للدولتين:
| وجه المقارنة                                              | ساموا                        | قطر           |
| --------------------------------------------------------- | ---------------------------- | ------------- |
| المساحة (كم2)                                             | 2.84 ألف                     | 11.44 ألف     |
| عدد السكان (نسمة)                                         | 196.44 ألف                   | 2.64 مليون    |
| الكثافة السكانية (ن./كم²)                                 | 69.17                        | 230.77        |
| العاصمة                                                   | أبيا                         | الدوحة        |
| اللغة الرسمية                                             | لغة إنجليزية، اللغة الساموية | اللغة العربية |
| العملة                                                    | تالا ساموي                   | ريال قطري     |
| الناتج المحلي الإجمالي (بليون دولار)                      | 856.63 مليون                 | 167.61 مليار  |
| الناتج المحلي الإجمالي (تعادل القوة الشرائية) بليون دولار | 1.15 مليار                   | 316.40 مليار  |
| الناتج المحلي الإجمالي الاسمي للفرد دولار أمريكي          | 3.94 ألف                     | 73.65 ألف     |
| الناتج المحلي الإجمالي للفرد دولار أمريكي                 | 5.79 ألف                     | 141.54 ألف    |
| مؤشر التنمية البشرية                                      | 0.702                        | 0.850         |
| رمز المكالمات الدولي                                      | +685                         | +974          |
| رمز الإنترنت                                              | .ws                          | .qa           |
| المنطقة الزمنية                                           | ت ع م+13:00                  | ت ع م+03:00   |

## منظمات دولية مشتركة
يشترك البلدان في عضوية مجموعة من المنظمات الدولية، منها:
| علم المنظمة | اسم المنظمة                               | تاريخ انضمام ساموا | تاريخ انضمام قطر |
| ----------- | ----------------------------------------- | ------------------ | ---------------- |
|             | يونسكو                                    | 3 أبريل 1981       | 27 يناير 1972    |
|             | وكالة ضمان الاستثمار متعدد الأطراف        | 27 سبتمبر 2002     | 22 أكتوبر 1996   |
|             | الأمم المتحدة                             | 15 ديسمبر 1976     | 21 سبتمبر 1971   |
|             | الاتحاد البريدي العالمي                   | ?                  | ?                |
|             | البنك الدولي للإنشاء والتعمير             | 28 يونيو 1974      | 25 سبتمبر 1972   |
|             | الاتحاد الدولي للاتصالات                  | 7 أكتوبر 1988      | 27 مارس 1973     |
|             | منظمة حظر الأسلحة الكيميائية              | ?                  | ?                |
|             | مؤسسة التمويل الدولية                     | 28 يونيو 1974      | 11 أكتوبر 2008   |
|             | المركز الدولي لتسوية المنازعات الاستشارية | 25 مايو 1978       | 20 يناير 2011    |
|             | منظمة التجارة العالمية                    | ?                  | ?                |
|             | منظمة الشرطة الجنائية الدولية             | ?                  | ?                |

## وصلات خارجية
- موقع وزارة الخارجية القطرية